# Bataille de la crête de Thiepval
Première Guerre mondiale, 
Front de l'Ouest
Batailles
Bataille de la Somme
- Albert
- Crête de Bazentin
- Bois Delville
- Pozières
- Guillemont (en)
- Ginchy
- Flers-Courcelette
- Morval
- Crête de Thiepval
- Le Transloy
- Hauteurs de l'Ancre

La bataille de la crête de Thiepval est une bataille de la Première Guerre mondiale qui se déroula du 25 au 28 septembre 1916, au cours de la Bataille de la Somme.
Ce fut la première offensive de l'armée de réserve (future 5e armée britannique) du lieutenant-général Hubert Gough lors de la bataille de la Somme. Cette offensive est déclenchée 24 heures après l'attaque de la 4e armée britannique sur Morval pour profiter de la désorganisation des troupes allemandes. La bataille se déroule sur un front qui s'étend à l'est de Courcelette près de la route Albert-Bapaume jusqu'à Thiepval et la redoute Schwaben (Feste Schwaben) à l'ouest. Ce point fortifié domine les défenses allemandes plus au nord, dans la vallée de l'Ancre. La crête de Thiepval est très fortifiée, les Britanniques n'ont pu prendre cette crête le premier jour de la bataille de la Somme. Au cours de cette nouvelle tentative du mois de septembre, les défenseurs allemands se battent avec beaucoup de détermination. Les troupes britanniques éprouvent de plus en plus de difficultés à coordonner l'action de l'infanterie et de l'artillerie après le 26 septembre, en raison de la nature confuse des combats dans les dédales des tranchées, les cratères d'obus ou les casemates. L'objectif britannique de prendre la crête n'est pas atteint. Il faut attendre la réorganisation de l'armée de réserve et la bataille des hauteurs de l'Ancre du 1er octobre au 11 novembre pour que la crête de Thiepval soit finalement conquise. 
Les Britanniques au cours de cette bataille expérimentent de nouvelles techniques de guerre, comme l'emploi de gaz de combat, de mitrailleuses lourdes pour effectuer des tirs indirects d'interdiction et l'emploi pour la première fois des tanks. Les Britanniques et les Français utilisent une quantité de matériel et d'hommes supérieure à celle des défenseurs allemands malgré la réorganisation des armées allemandes et l'apport de renfort en troupes, artillerie et avions venus de Verdun. Le mois de septembre est le mois le plus coûteux en pertes humaines pour les armées allemandes sur la Somme.

## Contexte historique
Des débats ont lieu au sein de l'état-major de l'armée de réserve sur les tactiques d'attaque à employer pour attaquer la crête de Thiepval. Le commandant du 2e corps d'armée, le Lieutenant-général Claud Jacob (en) préconise une attaque par une seule ligne de combattants pour éviter que les troupes de soutien se retrouvent dans le no man's land sous le bombardement de barrage allemand déclenché six à huit minutes après le début des attaques britanniques. Jacob considère que les troupes de soutien ne jouent qu'un rôle marginal dans le succès de l'attaque et ne sont juste que des victimes supplémentaires. Jacob préconise également de réaliser les attaques durant l'après-midi. Il a en effet constaté que les six attaques réalisées par son corps d'armée l'après midi ont réussi alors que les deux attaques faites à l'aube ont échoué. Le commandant de l'armée de réserve, le lieutenant-général Hubert Gough, est plus prudent dans son analyse. Il souhaite cependant que les troupes de soutien franchissent le plus rapidement possible le no man's land pour se protéger. Gough utilise un film sur une attaque le 18 septembre pour s'opposer à une avancée en groupe de l'infanterie. Si l'infanterie progresse en groupe elle est alors vulnérable aux tirs d'artillerie et aux zones défensives allemandes dépassées par la première ligne d'attaque mais encore actives qui peuvent stopper la progression de l'infanterie par des actions sur les troupes de soutiens ou les flancs de l'attaque.

## Intentions

### Préparatifs britanniques
Le 8 septembre, la 18e division rejoint le 2e corps d'armée après avoir séjourné dans les Flandres et effectué un complément de formation au sein de la 3e armée britannique. Tous les officiers supérieurs à la tête de compagnies, de bataillons ou de brigades vont reconnaître le terrain. Ils participent à une conférence donnée par le brigadier-général P. Howell, le chef d'état-major du 2e corps sur la situation locale et sur l'expérience militaire récente. Les différents officiers apprécient ces informations car leur division était stationnée dans les Flandres au mois d'août. L'artillerie divisionnaire de deux divisions est allouée au major-général Maxse le commandant de la 18e division, ainsi qu'une batterie d'obusiers de 6 pouces provenant du 2e corps et de quatre tanks. Le 21 septembre les tranchées au sud de Thiepval sont enlevées par la 49e division et sont modifiées pour devenir des tranchées d'attaque. Des compagnies du génie, des pionniers et deux bataillons d'infanterie creusent environ 2 100 mètres (2 300 yards) de tranchées d'attaque et de communication pour les relier aux tranchées existantes. Ces dernières sont améliorées, des dépôts de ravitaillement sont préparés pendant quatre nuits. La route reliant Authuille à Thiepval est réparée et cachée derrière un écran de broussailles. Ce camouflage permet d'apporter le matériel et d'évacuer les blessés sans trop subir le bombardement allemand. La 18e division décide de laisser vides les tranchées de départ de l'attaque pour que le bombardement de barrage allemand tombe sur un terrain sans troupe. Dès l'arrêt du barrage allemand, le bataillon de réserve doit progresser rapidement en petites colonnes pour atteindre les tranchées conquises.

### Plan d'attaque britannique
Le commandant du BEF le général Sir Douglas Haig ordonne à l'armée de réserve d'attaquer vers Achiet-le-Grand et à la 3e armée britannique de se tenir prête à attaquer Gommecourt en flanc-garde. Le lieutenant-général Sir Hubert Gough, commandant de l'armée de réserve, fait déclencher l'attaque de son armée le 26 septembre à 12 h 35 pour repousser les Allemands au-delà de la crête de Thiepval. L'attaque doit partir de Courcelette 5 500 mètres (6 000 yards) à l'ouest de la redoute Schwaben, par le corps canadien commandé par le lieutenant-général Julian Byng et par le 2e corps d'armée commandé par le lieutenant-général Claud Jacob (en), chacun des corps lance deux divisions dans l'attaque. L'attaque doit se dérouler en trois temps avec des pauses d'une dizaine de minutes, puis d'une heure avant la dernière poussée. Le Corps canadien est chargé de fournir un flanc-garde sur le flanc droit de l'attaque, en prenant les tranchées allemandes sur l'éperon nord-ouest de Courcelette. la droite du 2e corps d'armée doit prendre la Redoute Zollern au cours de la deuxième avancée et la redoute Stuff lors de l'avancée finale au sommet de la crête. La gauche du 2e corps d'armée doit prendre Thiepval au cours de la seconde poussée, puis atteindre la redoute Schwaben dominant les pentes menant à Saint-Pierre-Divion. Le général Gough précise que les Allemands doivent être chassés de toute la crête pour les empêcher d'avoir des vues sur Albert et pour permettre aux Britanniques d'obtenir des vues sur la vallée de l'Ancre ; de plus la ligne de front allemande à l'ouest de Thiepval doit être prise lors de la progression.
Environ 230 canons, obusiers et mortiers lourds et 570 canons de campagne et obusiers sont disponibles pour l'attaque. Les canons du 5e corps d'armée au nord de l'Ancre sont utilisés pour tirer sur les points de passage et les tranchées allemandes sur la rive sud de l'Ancre. L'artillerie du 2e corps d'armée est chargée de bombarder et de détruire les redoutes allemandes et Thiepval, certaines tranchées allemandes destinées par la suite à l'infanterie britannique ne sont pas bombardées. Deux modifications sont introduites dans le plan d'artillerie, les obus de gaz sont tirés par les mortiers de 4 pouces et les mitrailleuses des deux corps sont chargées de réaliser des tirs indirects de barrages entre les zones de tirs du barrage fixe d'artillerie. Le barrage roulant doit progresser de 91 mètres (100 yards) en trois minutes, puis de 91 mètres (100 yards) en deux minutes une fois le no man's land et la première ligne de front allemande atteinte. Six des huit chars disponibles sont attribués au 2e corps d'armée.
Les troupes sont envoyées en première ligne au dernier moment, dans la nuit du 22 au 23 septembre les troupes commencent à s'amasser sur la droite de la ligne d'attaque et dans la nuit du 24 au 25 septembre sur la gauche de la ligne d'attaque. L'heure H de l'attaque est fixée pour l'après-midi au lieu de l'aube. Maxse souhaite en effet seulement trois heures de lumière du jour sur l'objectif final pour le renforcer. La plupart des travaux de renforcement défensif sont effectués dans l'obscurité, évitant ainsi une exposition aux tirs d'artillerie allemands. L'attaque de Thiepval doit ensuite être suivie par une attaque sur les deux rives de l'Ancre. Le 28 septembre, les troupes britanniques reçoivent l'ordre de capturer le plus d'objectifs possibles et de gagner un maximum de terrain à chaque opportunité. L'attaque de la crête de Thiepval doit être combinée avec l'attaque de la 4e armée britannique au début du mois d'octobre, connu sous le nom de Bataille de Le Transloy. Les redoutes de Stuffs et de Schwaben doivent être capturées avant le 29 septembre et la tranchée Stuff le 1er octobre.

### Organisation défensive allemande

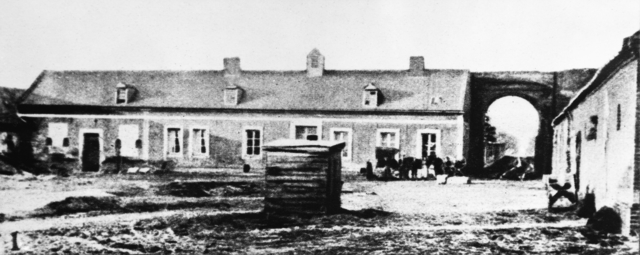
Ferme Mouquet avant sa destruction (AWM J00181)

De l'ouest de Courcelette à Thiepval, on trouve successivement les VIIe et VIIIe divisions et la XXVIe division de réserve (formée de deux régiments, le IIIe étant rattaché à la IIe division de réserve de la garde). Le front de Thiepval à Saint-Pierre-Divion est gardé par un régiment détaché de la LIIe division. La première ligne allemande est située à 270 mètres (300 yards) devant la limité sud du village de Thiepval. La seconde ligne est placée 910 mètres (1 000 yards) derrière le village, cette seconde ligne est appelée Staufen Riegel ( Trench Stuff pour les troupes britanniques ou Regina Trench pour les Canadiens), et 910 mètres (1 000 yards) encore en retrait se trouve la 3e ligne, Grandcourt Riegel (« Grandcourt Trench »). Les caves sous Thiepval sont agrandies pour former un complexe imposant de tunnels avec des salles utilisées comme entrepôts ou comme abris. Un chemin creux parcourt le village jusqu'au cimetière, il est bordé d'abris. Dans la première ligne, on décomptera plus de 144 abris profonds.

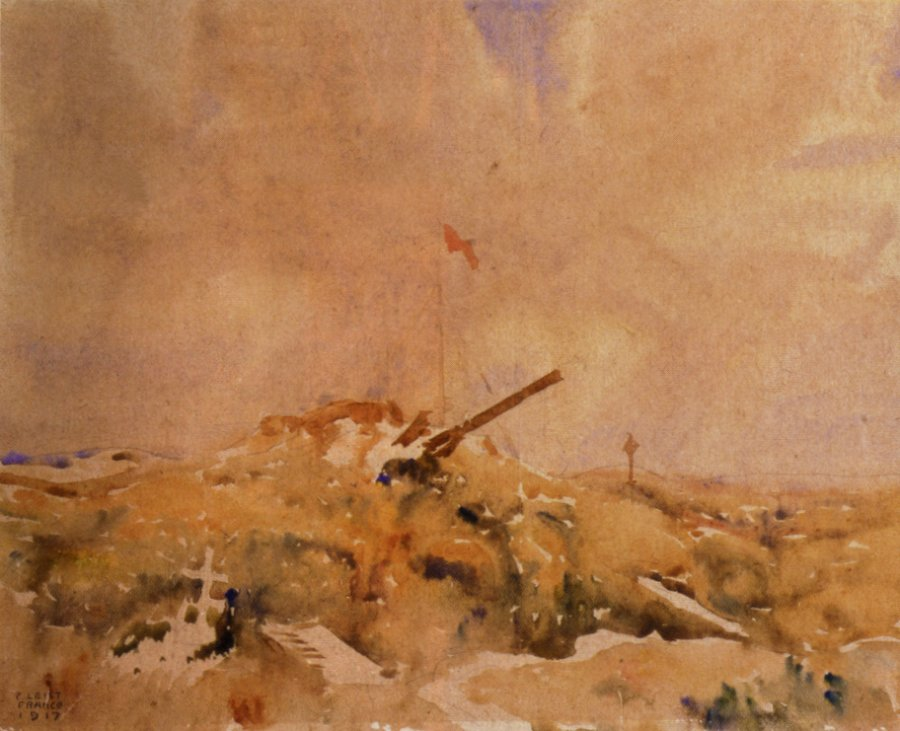
Ferme Mouquet Pozières (Peintre: Fred Leist)

Le village de Thiepval est organisé défensivement par le 180e (Württembergisches) régiment d'infanterie depuis 1914. Ce régiment comprend encore de nombreux soldats formés avant la guerre, il n'a pas été déplacé et s'est organisé depuis le début de la guerre. Il utilise Bapaume comme base arrière. La Zollern Redoute protège la première ligne entre Courcelette et Thiepval. les redoutes Staufen (Stuff) et redoutes Schwaben sont positionnées à l'extrémité ouest de la première et de la deuxième ligne de défense. La ferme du Mouquet, à l'est de Thiepval est depuis le début de la bataille de la Somme isolée, à 320 mètres (350 yards) au-delà des tranchées de soutien, la position n'est reliée à la première ligne que par une tranchée à moitié démolie. Les pertes subies pour sa défense ont affaibli la garnison. Au-delà du sud-ouest de Thiepval, la première ligne allemande va du nord de Saint-Pierre-Divion jusqu'à l'Ancre. Les garnisons allemandes sont en alerte permanente se doutant de l'imminence d'une attaque britannique. Le 22 septembre, l'artillerie allemande entame des tirs de harcèlement sur les tranchées britanniques et les dépôts de ravitaillement. Ces bombardements ne perturbent pas l'organisation de l'attaque britannique prévue pour le 26 septembre.

## Bataille

### Armée de réserve
Le bombardement préliminaire débute le 23 septembre dans une mauvaise visibilité, avec de la brume le matin et le soir les jours suivants. Le 2e corps d'armée tire 60 000 obus d'artillerie de campagne et 45 000 obus d'artillerie lourde. L'après-midi du 24 septembre, un détachement de la Brigade spéciale tire 500 obus lacrymogènes dans Thiepval, ce qui permet de réduire au silence les mortiers de tranchée allemands à 17h. Le soir du 24 septembre, une opération préliminaire est lancée pour capturer la ferme du Mouquet placée en saillant devant la première ligne allemande. Une compagnie issue de la 11e division (en) atteint la ferme, mais un bombardement allemand et le feu précis des mitrailleuses contraint les troupes britanniques à se replier. Le 26 septembre, le barrage roulant débute à 12h35 et l'infanterie commence sa progression.
Le 26 septembre : Le corps canadien est positionné sur la partie droite du front d'attaque. Il emploie la 6e brigade de la 2e division comme flanc-garde sur son aile droite. La 1re division est placée sur la partie gauche du front du corps canadien. À 12h35 la 6e brigade attaque avec trois bataillons et deux tanks en soutien, cette attaque est précédée par un barrage roulant. Un contre-barrage allemand bloque le bataillon de droite dans ses tranchées. Les deux tanks sont perdus dès le début des opérations. Le 29e bataillon placé au centre du dispositif offensif atteint la ligne de front allemande en dix minutes. Le bataillon de gauche est arrêté par le tir croisé de mitrailleuses placé en face et sur le flanc gauche du bataillon, quelques éléments arrivent cependant atteindre les tranchées allemandes. À 22h50 l'objectif est capturé, de Twenty Road à l'ouest de l'extrémité est de Miraumont Road. Les troupes repoussent au cours de la nuit deux contre-attaques.

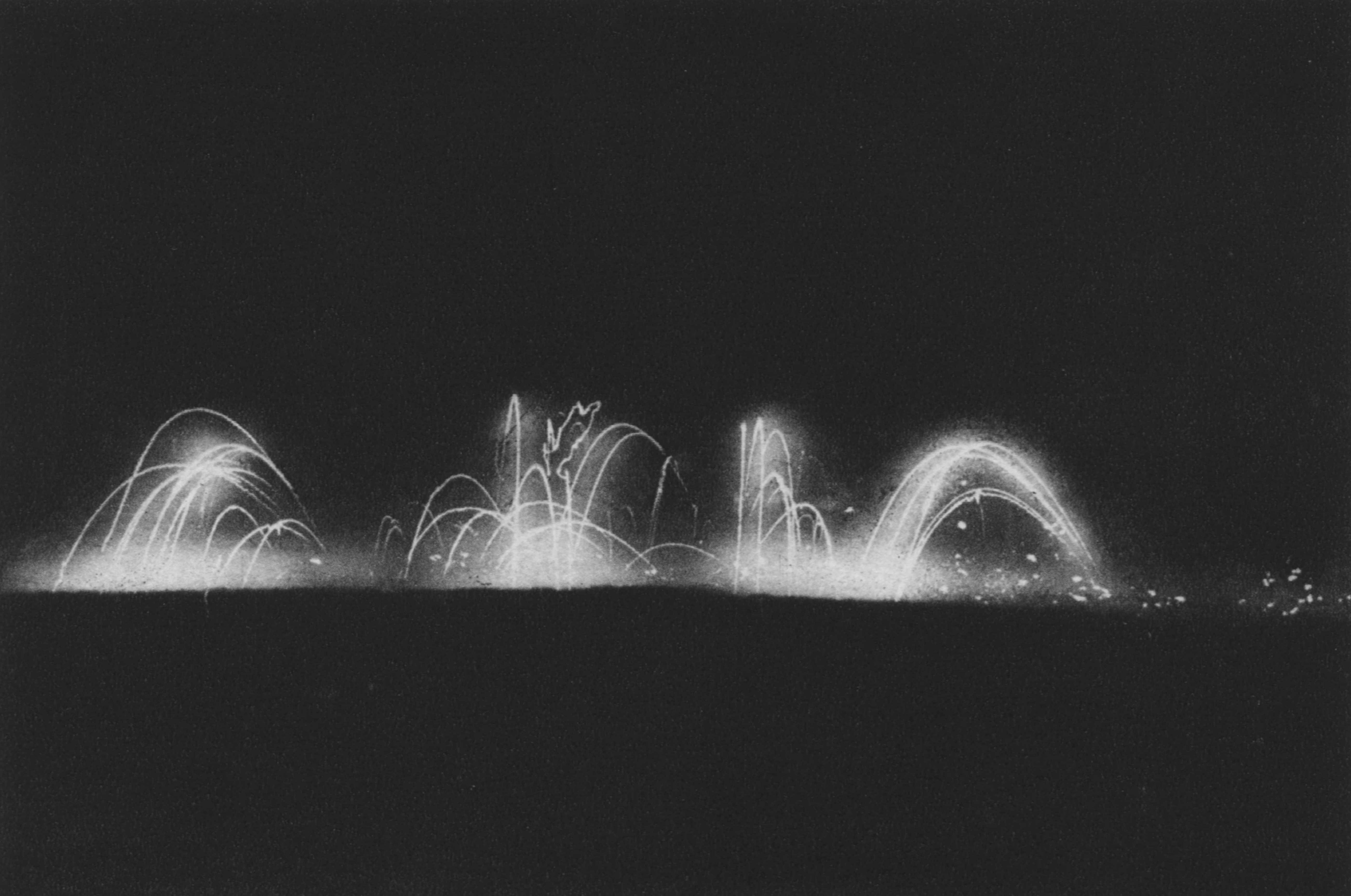
Scène de nuit à Thiepval

La 1re division canadienne attaque avec deux brigades. La brigade de droite avec deux bataillons avance durant le bombardement à 370 mètres (400 yards) de la tranchée Sudbury (Sudbury Trench) elle reprend son avance à 13h00 et atteint à 14h40 la tranchée Kenora qui relie au nord-ouest la tranchée Régina (Stuff Trench). Le bataillon de gauche de la brigade s'avance dans le no man's land durant le bombardement britannique pour échapper à la réaction de l'artillerie allemande. Il est retardé dans sa progression, il subit une contre-attaque de grenadiers allemands finalement repoussée. Après des combats difficiles le bataillon atteint ses objectifs au milieu de l'après-midi en prenant pied sur une partie de la crête, mais la liaison avec la brigade de gauche de la 11e division (en) n'est pas encore réalisée. La brigade de gauche avance avec deux bataillons renforcés sous le tir d'une mitrailleuse sur le flanc gauche. La brigade parvient à atteindre la partie orientale de la tranchée Zollern (Zollern Trench) puis la partie occidentale. À 13h00 la progression reprend, la tranchée de Hesse (Hesse Trench) est facilement capturée. La tranchée Touch est capturée avec la brigade de droite mais la liaison n'est toujours pas faite. La présence d'une mitrailleuse bloque la progression des Canadiens et les obligent à un repli partiel, ils se barricadent et creusent une tranchée reliant la tranchée de Hesse à la tranchée Zollern à partir de 22h30.

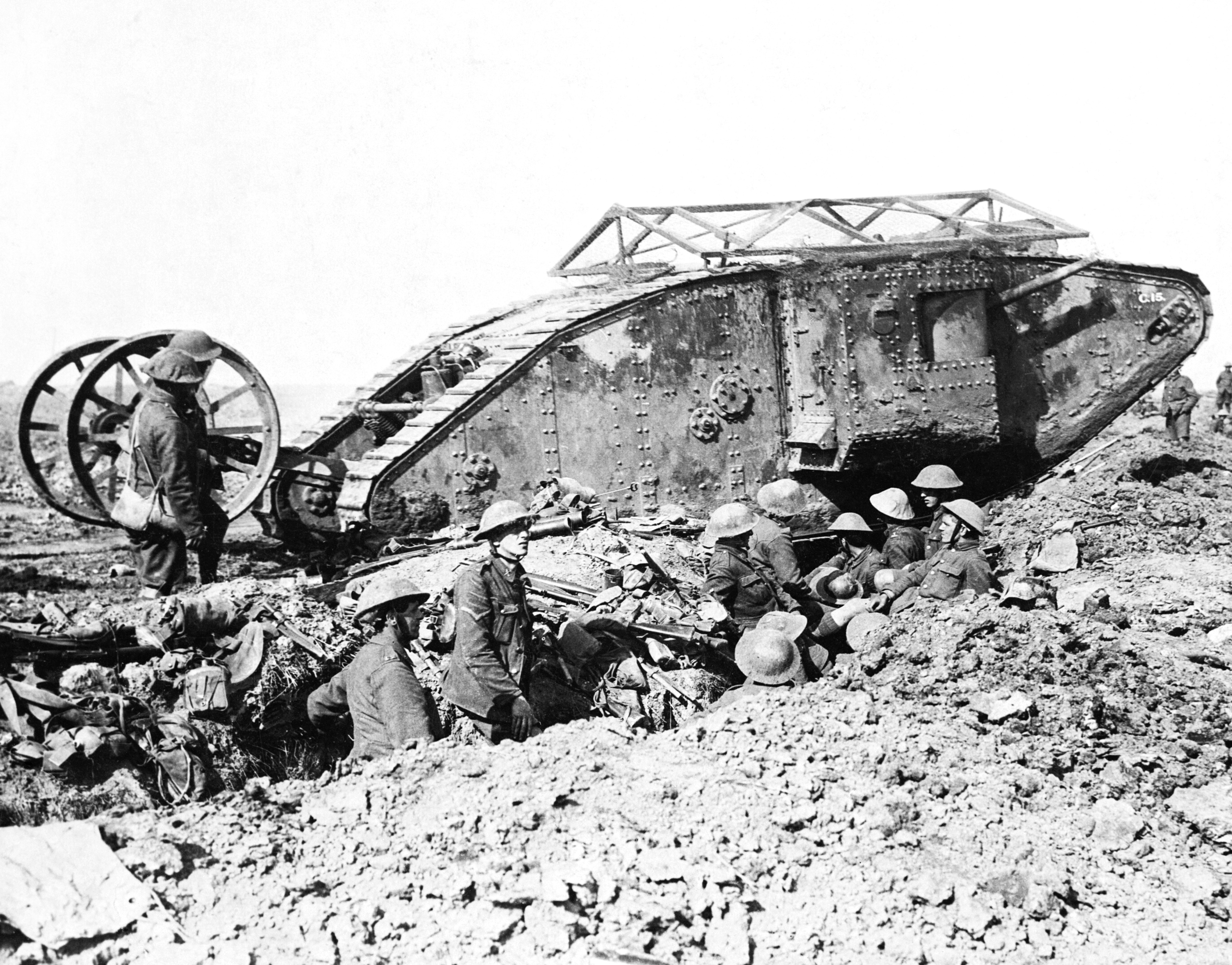
Tank britannique Mark I, Somme, 25 septembre 1916.

Le 2e corps d'armée attaque à l'ouest du corps canadien avec les 11e et 18e divisions d'infanterie. La 11e division attaque avec deux brigades. La 34e brigade sur la droite attaque avec deux bataillons, ils parviennent lors du bombardement britannique à s'approcher suffisamment de la ferme Mouquet avant le début de l'attaque pour pouvoir, une fois le barrage déplacé, bloquer les sorties des abris allemands. Les deux bataillons arrivent sur la tranchée de soutien allemande, correspondant au premier objectif de la division. L'un des bataillons de soutien est atteint par les tirs de contre-barrage allemand. Le bataillon de droite s'enlise dans la lutte pour la redoute Zollern, la plupart des nettoyeurs de tranchée sont tués. Environ 50 survivants creusent sur la partie droite du front une tranchée face à la tranchée Zollern (Zollern Trench), d'autres soldats se mettent à l'abri à l'ouest de la redoute. Le bataillon de gauche subit le feu des mitrailleuses de la redoute Zollern et de la ligne Midway, qui relie la ferme du Mouquet à la redoute Schwaben, au nord de Thiepval. Quelques troupes atteignent la tranchée Zollern (Zollern Trench), les restes du bataillon de soutien parviennent à renforcer ces troupes.
Les combats pour la ferme du Mouquet continuent, deux tanks sont envoyés en soutien de l'attaque. Des renforts sont envoyés dans cette zone dont un bataillon de pionniers, à 17h30 les 56 derniers Allemands se rendent après un bombardement d'obus fumigènes. La 33e brigade sur la gauche du front attaque par Nab Valley avec deux bataillons, elle atteint la tranchée Joseph (Joseph Trench) à 12h45 et avance vers la tranchée Schwaben (Schwaben Trench) entre la Ferme du Mouquet et l'extrémité est de Thiepval. La tranchée Zollern (Zollern Trench) est atteinte à 13h30 et la tranchée de Hesse (Hesse Trench) vers 16h00 sauf pour 230 mètres (250 yards) sur la droite du front d'attaque de la 11e division. La tranchée Touch est conquise à gauche en liaison avec la 18e division, la tranchée Zollern (Zollern Trench) et Midway Line sont capturées par un bataillon de réserve qui renforce les troupes de la tranchée de Hesse (Hesse Trench) et repousse une contre-attaque allemande sur la droite.
La 18e division attaque avec deux bataillons de la 53e brigade à droite de Nab Valley et dispose d'un bataillon en soutien. Le plan pour éviter le contre-barrage allemand a pleinement fonctionné. Son premier objectif est la tranchée Schwaben (Schwaben Trench) sur la droite et la route de Saint-Pierre-Divion à Pozières, il est atteint en 12 minutes. Deux tanks avancent pour appuyer les troupes d'infanterie, ils sont rapidement abandonnés après la nouvelle progression des bataillons. Les bataillons d'infanterie atteignent la tranchée Zollern (Zollern Trench) à 13h15 et sont confrontés à une légère résistance, ils sont ensuite arrêtés par le feu de mitrailleuses allemandes et sont obligés de se replier sur la tranchée Zollern (Zollern Trench), un bombardement est demandé. La 54e brigade attaque sur un front étroit de 270 mètres (300 yards), un bataillon passe par le village, une compagnie avance le long de la ligne de front allemande initiale, avec le bataillon de soutien et le bataillon de réserve en échelon. Les troupes progressent dans le no man's land avant l'heure de l'attaque pour éviter les réactions de l'artillerie allemande, deux tanks avancent sur le bois Caterpillar. La progression vers Thiepval est lente car les troupes britanniques sont sous le feu des mitrailleuses des ruines du château, jusqu'à ce qu'un tank supprime les mitrailleuses allemandes. L'infanterie britannique perd du temps et n'est plus liée au barrage, elle continue le combat à travers le village jusqu'à 14h30, le village est capturé excepté le coin nord-ouest du village.

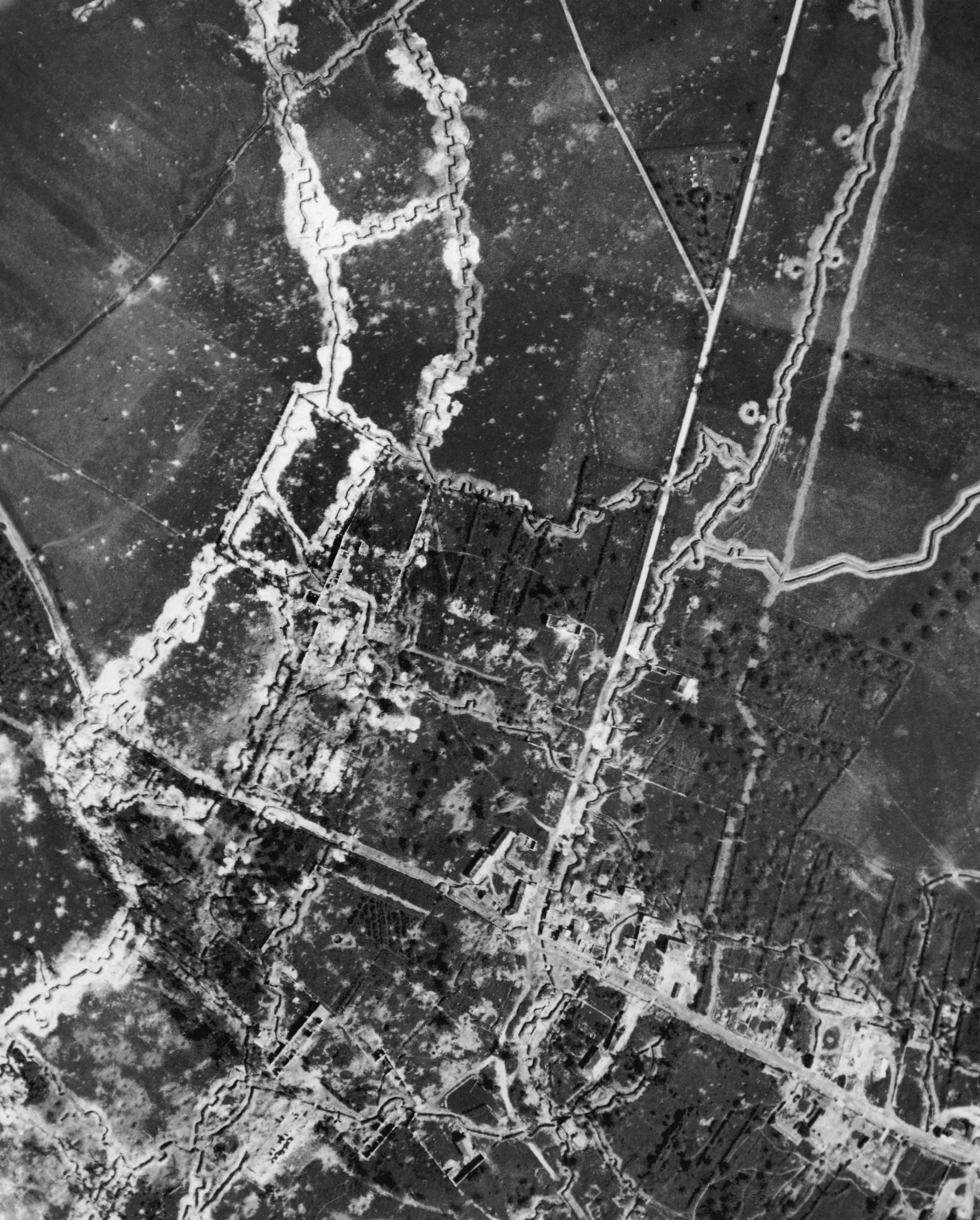
Photo aérienne de Thiepval, 1916. (IWM HU 91108)

27 septembre : Toute la nuit et le matin du 27 septembre, la 6e brigade de la 2e division canadienne subit un bombardement d'artillerie par les allemands. Les patrouilles constatent que les Allemands se sont retirés et la brigade s'est alors avancé vers les tranchées d'entraînement allemandes jusqu'à Dyke Road, allant au nord-est de Courcelette et occupe le reste du premier objectif. La 1re division canadienne est contre-attaquée à la tranchée Kenora (Kenora Trench) au petit matin et est repoussée jusqu'à ce qu'une attaque réoccupe la tranchée. Vers 18h00. un bombardement allemand a permis aux allemands d'être proches de reprendre la tranchée, jusqu'à ce qu'ils soient repoussés au dernier moment; plus tard, les Canadiens se retirent dans la tranchée de soutien, puis lancent une contre-attaque à 2 h du matin qui échoue. Dans la zone du IIe corps, la 11e division trouve la redoute de Zollern vide. La tranchée de Zollern était occupée vers l'ouest jusqu'à la jonction avec la ligne médiane et vers l'est pour faire le lien avec les Canadiens. Une avancée prévue à 10h00 est arrêtée par des tirs de mitrailleuses de la redoute Stuff et de la tranchée  de Hesse (Hessian Trench). La 32e brigade, en réserve, reçoit l'ordre de poursuivre l'attaque à 15h00.
L'attaque est reportée mais l'un des deux bataillons attaque quand même et atteint le côté sud de la redoute Stuff. Une heure plus tard, la tranchée de Hesse à l'ouest est capturée et à 21h00, un bataillon commence à bombarder en avant depuis la redoute de Zollern au nord-ouest. La brigade de gauche attaque vers l'est dans la matinée, liée à la 34e brigade et à 15h00, le reste de la tranchée de Hesse est occupé. La 53e brigade, à droite de la 18e division (Est) consolide la tranchée de Zollern, puis prend part à la tranchée Bulgaren derrière un barrage de mortier Stokes. Les relèves d'unité sont achevées rapidement dans la 54e brigade sur la gauche et l'attaque à travers Thiepval reprend à 5h45, en compagnie d'un bataillon de la 146e brigade de la 49e division (West Riding), dans la ligne de front britannique d'origine à l'ouest de Thiepval. Tout Thiepval est capturé à 11h00 et le contact avec la 53e brigade effectué, la 146e brigade étant relevée par une brigade de la 25e division pendant la nuit.
28 septembre : Une patrouille de cavalerie avance sur la droite de la 6e brigade de la 2e division canadienne à l'aube, elle est rapidement arrêtée par le feu des mitrailleuses. Un bataillon avance vers le nord jusqu'à la tranchée de Courcelette (Courcelette Trench), il est sous le feu de mitrailleuses allemandes de la tranchée Regina. Deux nouvelles tentatives de progression sont opérées dans l'après-midi et le soir à 20h30 mais échouent. Durant la nuit, les quatre brigades canadiennes engagées sont relevées par les 4e et 8e brigades. Au 2e corps d'armée, la 32e brigade monte en ligne sur la droite de la 11e division pour engager le combat contre la redoute Stuff et la tranchée de Hesse (Hesse Trench) à 18h00 mais l'attaque est retardée. Un bombardement aux mortiers permet de pénétrer dans la Redoute Stuff et de gagner du terrain, mais les troupes doivent ensuite se replier. La 18e division doit attaquer la redoute Schwaben à 13h00, la brigade de droite est face à la tranchée Zollern (Zollern Trench) et à la ligne Midway. Un bataillon supplémentaire rattaché à la brigade attaque la redoute, dans le même temps, un bataillon de la 54e brigade attaque sur la gauche du front de la brigade.
La tranchée des Bulgares (Bulgare Trench) est rapidement prise, les Allemands résistent davantage sur la Ligne Midway. À 14h30 l'extrémité est de la redoute des Souabes (Schwaben Redoubt) est atteinte, la ligne Touch est prise sur la droite du front de la 11e division. Les troupes britanniques atteignent l'angle sud - ouest de la redoute et à 17h00 le côté sud de la redoute est capturé et une liaison établie avec les troupes présentes sur la ligne Midway sur la droite et les troupes mixtes de la 54e brigade sur la gauche. L'ouest de la redoute est prise à 20h00, à partir des lignes allemandes conquises, des patrouilles de la 49e division rencontrent des hommes de la 54e brigade sur leur gauche. Des escarmouches à coups de grenades ont lieu toute la nuit avec des soldats allemands. Au cours de la nuit, la 55e brigade relève la 54e brigade.
29 - 30 septembre : La 8e brigade de la 3e Division canadienne attaque à midi en liaison avec la 11e division la tranchée de Hesse sur la partie gauche de son front d'attaque. La tranchée est prise en partie mais ces prises sont abandonnées devant la vigueur de la réponse allemande en artillerie lourde et devant des contre-attaques. Au 2e corps d'armée, la 11e division attaque la redoute Stuff (Stuff Redoubt) et la tranchée Hesse (Hesse Trench) sur la droite de son front d'attaque. La plupart des objectifs sont atteints en liaison avec les troupes canadiennes, mais la redoute n'est pas capturée. Sur le front de la 18e division, une lutte d'artillerie commence vers 7h30 sur la bordure ouest de la redoute des Souabes (Schwaben Redoubt) et dure toute la journée. Le terrain gagné ne peut être conservé, le bataillon d'attaque replie ses troupes présentes trop profondément avancées dans le dispositif allemand. Le 30 septembre, la 11e division reprend l'attaque de la redoute Stuff (Stuff redoubt) à 16h00 soutenu par un barrage d'artillerie à l'ouest sur la tranchée de Hesse (Hesse Trench) et sur la tranchée Zollern (Zollern Trench), au cours de la nuit la moitié sud de la redoute Stuff est conquise. Les mortiers canadiens participent à la capture de la tranchée de Hesse, la 11e division est ensuite relevée par la 25e division d'infanterie. À l'aube une contre-attaque allemande repousse la 18e division du sud et de l'ouest de redoute des Souabes (Schwaben Redoubt). Une nouvelle attaque britannique permet de reprendre la face sud de la redoute et de capturer la face nord à 16h. Une nouvelle contre-attaque allemande à 21h00 reprend la face nord de la redoute jusqu'à l'entrée de la tranchée Stuff.

### Opérations aériennes

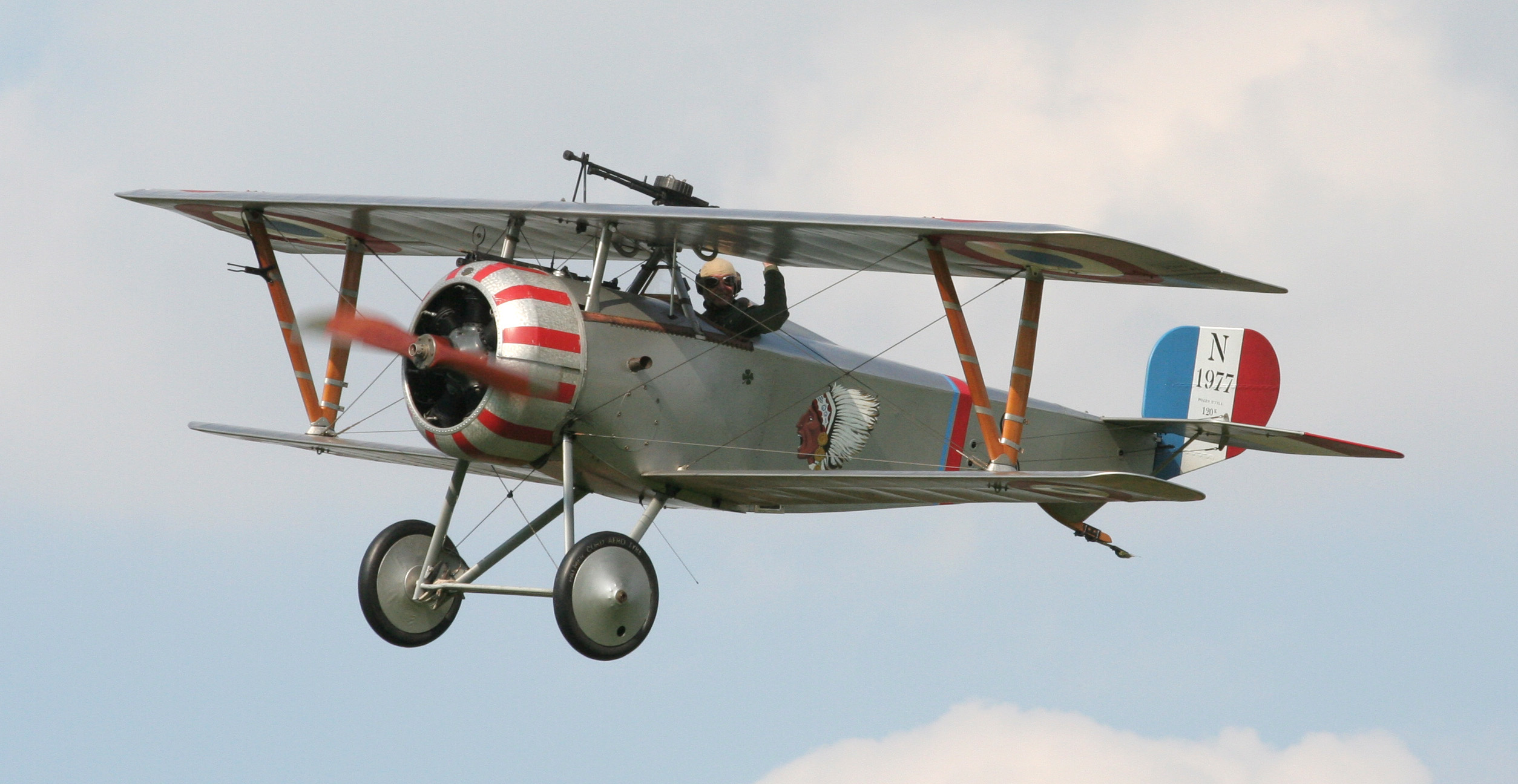
Un Nieuport 23

Les 4e (en) et 7e Squadrons font plusieurs vols de reconnaissance pour observer l'état des barbelés et des tranchées allemandes avant l'attaque,. Le GHQ Wing fait réaliser au corps des observateurs aériens des patrouilles d'observation pour suivre la progression de l'infanterie derrière le barrage roulant. Ils observent les troupes britanniques entrer dans Thiepval avec deux tanks entraînant la fuite des soldats allemands. À 13h10 les troupes britanniques sont photographiées dans la tranchée de Hesse (Trench Hesse), les observateurs aériens annoncent la capture du village de Thiepval excepté le coin nord-ouest. Les observateurs d'artillerie présents dans les avions ou les ballons d'observation signalent la position de 64 batteries allemandes actives au cours des 24 premières heures de l'attaque, ils arrivent à localiser les positions de 103 autres. Les observateurs au sol réussissent à engager six batteries allemandes, l'observation aérienne permet de bombarder 22 autres batteries. Au sud de Miraumont un observateur du No. 4 Squadron rapporte la présence d'environ 1 000 hommes de troupe allemande sur la route, ils sont dispersés par l'artillerie lourde britannique. Les Squadrons des 4e et 5e brigades aériennes ont lancé 135 bombes de 20 livres sur les tranchées et sur l'artillerie. Les Squadrons de la 3e brigade bombardent l'aérodrome de Lagnicourt malgré la mauvaise visibilité et attaquent les ballons et cerfs-volants allemands. Les Nieuports du 60e Squadron (en) tirent des fusées le Prieur et des bombes au phosphore sur les ballons en l'air ou à terre. Le 19e Squadron (en) attaque un quartier général divisionnaire allemand à Barastre avec 64 bombes de 20 livres. Deux avions allemands sont abattus et quatre endommagés pour la perte d'un avion britannique sur Bapaume, les machines allemandes plus rapides ont pu ainsi éviter le contact à volonté.

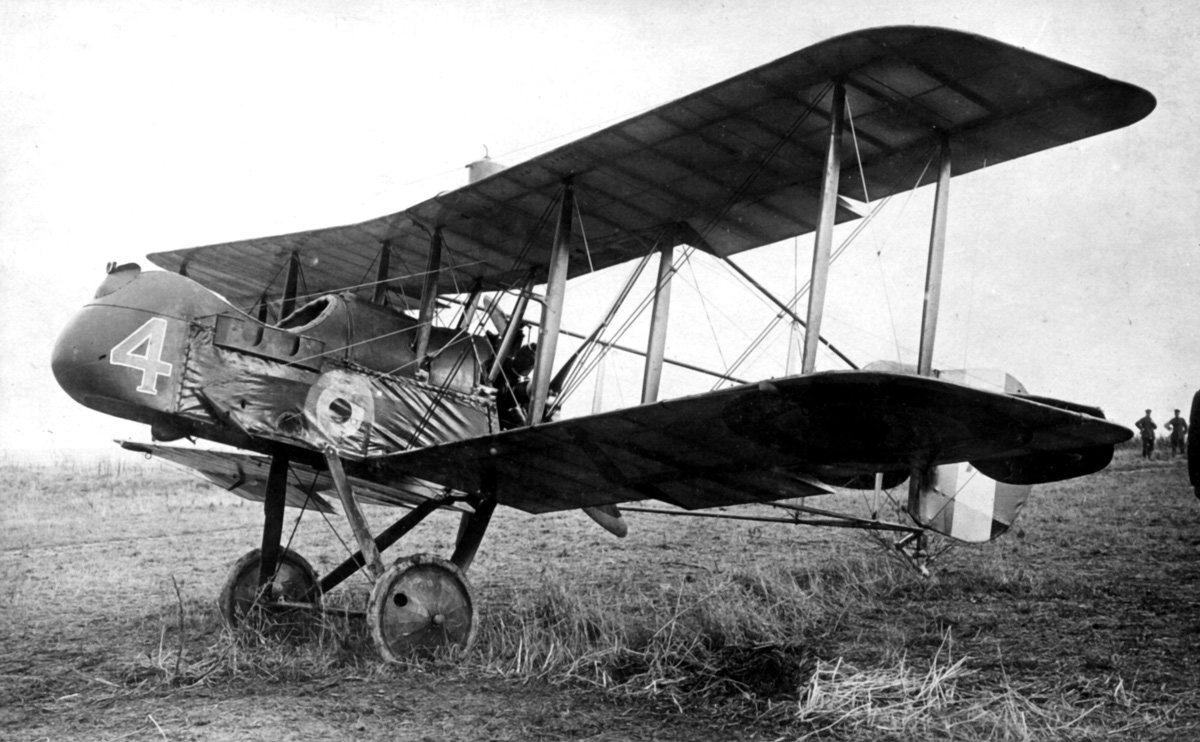
Airco DH.2

Le lendemain, les patrouilles offensives britanniques rencontrent de nombreuses formations allemandes dans la matinée avant que la  pluie interrompt les vols. Six avions de la 27e Squadron (en) sont attaqués par cinq Albatros D.I de la Jasta 2 dirigé par Oswald Boelcke, qui abattent trois des avions et endommagent l'un des Martinsydes. Un autre avion britannique du 70e Squadron (en) est perdu lors d'une reconnaissance matinale le long du chemin de fer. Le 28 septembre les avions de la 5e brigade aérienne indiquent la présence des Britanniques sur Schwaben Redoubt et dirigent les tirs d'artillerie sur 31 positions d'artillerie allemande, ils réussissent à faire exploser neuf magasins de munitions. Peu d'avions allemands sont trouvés en vol, deux d'entre eux sont abattus et deux autres endommagés. L'un des avions abattu l'est par un nouveau SPAD S.VII piloté par un pilote de la 60e escadrille. Le mauvais temps maintient au sol la plupart des avions le 29 septembre. Le lendemain le ciel est plus clément, 500 photographies aériennes sont prises afin d'étudier l'état des tranchées et des barbelés allemands. Avec la prise de la redoute Stuff et de la plus grande partie de la Schwaben Redoubt, l'élimination des avions d'observation allemands prend une importance cruciale, onze avions attaquent à nouveau l'aérodrome de Lagnicourt, escorté par les 11e (en) et 60e Squadrons (en). Plusieurs avions allemands ont pu décoller et attaquer les avions britanniques lors de leur retour, trois avions allemands sont abattus et un endommagé pour une perte d'un FE 2b chez les Britanniques.

### Irearmée allemande

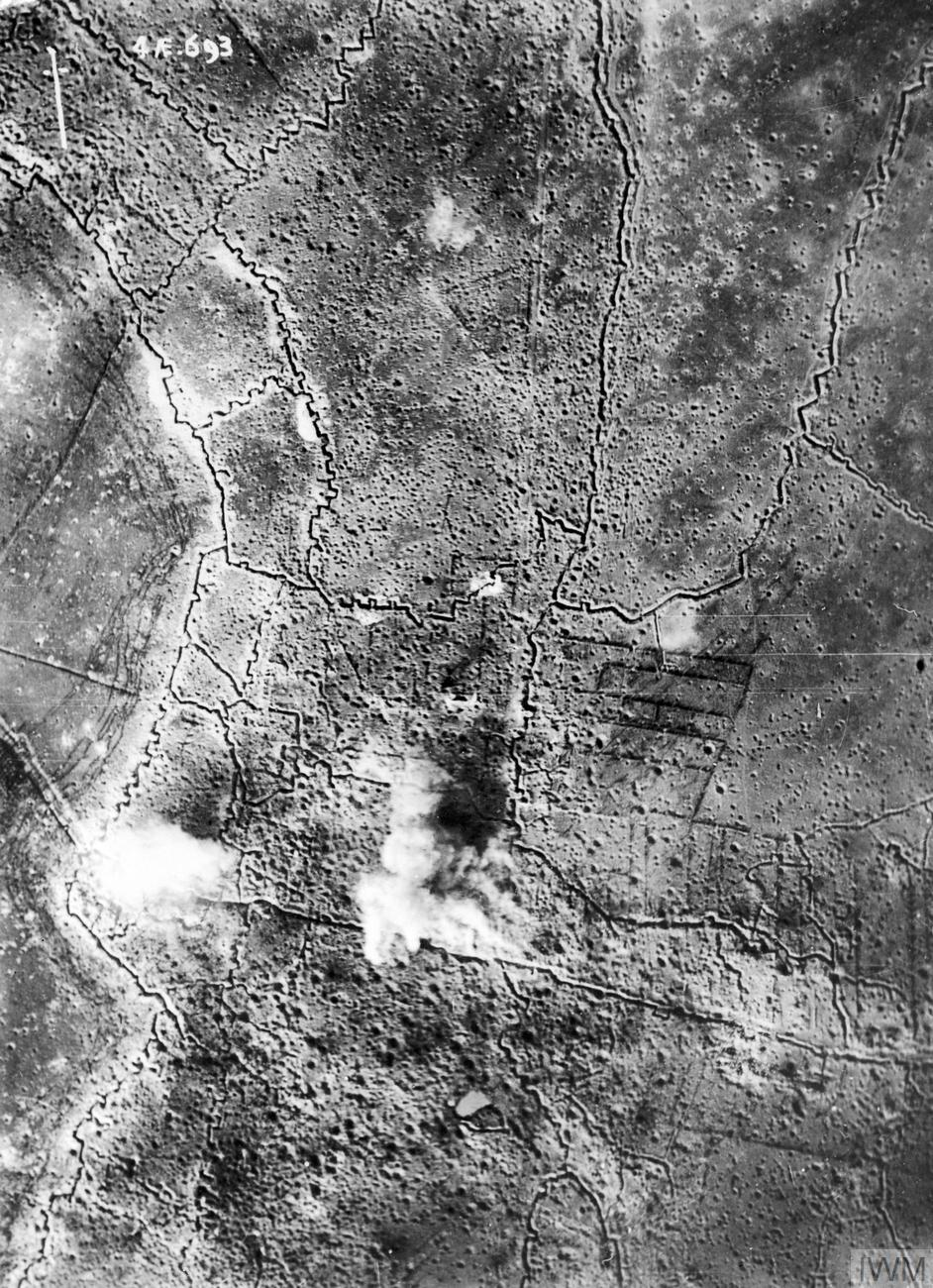
Photo aérienne de Thiepval sous bombardement

La VIIe division est formée de 3 régiments, elle est placée sur Courcelette. Chaque régiment dispose d'un bataillon en première ligne, d'un bataillon en seconde ligne et d'un bataillon de réserve. Les tranchées de première ligne à proximité de la route reliant Albert à Bapaume sont perdus rapidement. Le LXXIIe régiment d'infanterie placé au centre de la ligne de la VIIe division résiste aux attaques canadiennes. Le régiment placé à droite est lentement repoussé, après avoir réussi à tendre une embuscade aux Canadiens en occupant la tranchée Fabeck (Fabeck Graben) dans le no man's land que les planificateurs d'artillerie britanniques l'ont ignoré, pensant qu'elle était abandonnée. Les Allemands sont rapidement débordés, les cinquante survivants se rendent à 12h55. Les Canadiens pressent les deux flancs et envahissent rapidement la tranchée Zollern (Zollern Trench). À 13h30, le LXXIIe régiment a ses deux flancs sans lien, des renforts du bataillon de soutien permettent d'établir un flanc défensif en contrebas de la route reliant Courcelette à Miraumont, au sud de la tranchée Stuff (Trench Stuff). Le reste des renforts rejoint le CCCXCIIIe régiment sur le flanc gauche.
Au crépuscule, l'artillerie britannique transforme la tranchée Zollern (Zollern Trench) en un paysage lunaire, tandis que les avions britanniques mitraillent la tranchée. Une attaque canadienne est repoussée, une deuxième tentative à minuit est arrêtée grâce aux renforts. Les Canadiens continuent leur pression sur les deux flancs du LXXIIe régiment allemand. Ils parviennent à occuper, de part et d'autre du LXXIIe régiment, la tranchée Zollern (Zollern Trench) et l'extrémité est de la tranchée de Hesse (Trench Hesse). Ces positions tombent une fois les bataillons du XXVIe régiment de première ligne et seconde ligne détruits. Quelques soldats allemands parviennent à se replier sur la tranchée Stuff (Trench Stuff). Ils tiennent tout l'après-midi 1 600 mètres (1 700 yards) de la tranchée face aux Canadiens à l'exception de la perte de 180 mètres (200 yards) de la tranchée à proximité de la route reliant Courcelette à Grandcourt. Au cours de la nuit, la VIIe division se retire au sud de la tranchée Stuff (Trench Stuff) et à l'est pour couvrir Pys la position Below.
Le XCIIIe régiment de la VIIIe division tient la redoute Zollern (Redoubt Zollern ) et une partie de la tranchée Zollern à l'est de Thiepval, le bataillon de soutien se trouve dans la tranchée de Hesse (Trench Hesse) et le bataillon de réserve dans la tranchée Stuff (Trench Stuff). Le CLXVe régiment est positionné dans la tranchée du Mouquet ( Mouquet Trench ) le long de la route reliant Thiepval à Pozières, une compagnie est située dans la ferme du Mouquet, les bataillons de soutien et de réserve sont placés dans la redoute verte (Green Redoubt ou Feste Grüne), la ligne Midway et la tranchée Stuff (Stuff Trench). Le CLIIIe régiment tient la grande tranchée de la route Pozières sur le bord est de Thiepval avec les bataillons dans la tranchée des Souabes (Schwaben Trench) et dans la tranchée de Hesse. La défense du CLIIIe régiment placé à la périphérie de Thiepval s'effondre, quand trois chars, résistants aux tirs de mitrailleuses et aux grenades à mains, apparaissent. Un bataillon et demi de troupes allemandes situés dans le domaine de la grande tranchée et de la tranchée des Souabes (Schwaben Trench) sont submergés par l'infanterie britannique et doivent se rendre. La poussière et la fumée de l'artillerie masque la progression de l'infanterie britannique vers la tranchée de Hesse où sont positionnées deux compagnies de réserve allemandes.
La défense allemande est débordée sur les deux ailes, la ferme de Mouquet est encerclée et résiste jusqu'à 18h00. La tranchée de Mouquet est capturée, le CLXVe régiment sur l'aile gauche est repoussé le long de Feste Grüne. Les Allemands tiennent encore la redoute Zollern (Zollern Redoubt) aidés par un contre-barrage précis qui tombe 140 mètres (150 yards) devant la redoute. Une batterie d'artillerie britannique est dételée à 910 mètres mais est atteinte par des tirs de mitrailleuses allemandes. Un nouveau bombardement britannique est déclenché, suivi d'une nouvelle attaque d'infanterie à 15h00 repoussée. Les troupes canadiennes avancent sur la gauche du front et commencent à menacer le flanc gauche tandis que les troupes britanniques passent sur la partie droite et repoussent les derniers défenseurs allemands de la tranchée de Hesse. Pendant la nuit, la tranchée Staufen (Staufen Riegel) devient la tranchée de première ligne et les points encore tenus en avant deviennent des avant-postes. En début de matinée la nouvelle ligne de front de la division se situe entre la tranchée de Hesse (Hessen Weg) et la tranchée Staufen (Staufen Riegel) puis passe par la route reliant Grandcourt à Courcelette. La droite de la VIIe division passe par Feste Grüne.
Le CLXXXe régiment d'infanterie de la XXVIe division de réserve tient Thiepval avec une partie du LXXVIIe régiment d'infanterie de réserve. La redoute Schwaben Redoubt (Schwaben Redoubt) et la ligne de front au nord-ouest de Saint-Pierre-Divion sont tenues par le LXVIe régiment d'infanterie. Le bataillon de soutien et le bataillon de réserve sont placés sur la tranchée Schwaben (Schwaben Riegel), la Feste Grüne et la tranchée Staufen Riegel (Staufen Riegel). Les Allemands sont témoins du creusement des tranchées d'attaque britanniques et sont mis en alerte. Les défenseurs bloquent la progression des deux premières vagues britannique. Un tank est apparu venant du bois d'Authuille à la tête d'une troisième vague d'attaque. Cette attaque recueille les survivants des deux premières vagues et atteint les positions allemandes. Les compagnies du CLXXXe régiment qui tiennent encore les côtés sud et ouest de Thiepval sont attaquées à revers par des grenadiers britanniques vers l'ouest. Certaines troupes britanniques atteignent la tranchée bulgare (Bulgaren Weg) derrière Thiepval. Les compagnies de soutien et de réserve allemandes parviennent à stopper la progression britannique. En 30 minutes, les Britanniques parviennent sur Feste Grüne et envoient des reconnaissances au-delà de la tranchée de Hesse (Hessen Weg). À 18 h 30 un pigeon voyageur parvient au quartier-général de la XXVIe division de réserve, avec un message indiquant que le bataillon est réduit à dix-huit hommes. La garnison de Thiepval a environ 75 % de pertes, les survivants se rallient de part et d'autre de la route reliant Thiepval à Grandcourt, sur la tranchée de Hesse (Hohen Weg), la tranchée bulgare (Bulgaren Weg) à la Feste Grüne.

### Actions françaises
Une planification rigoureuse de l'attaque combinée à Morval est nécessaire car la 6e armée française doit avancer dans des directions divergentes vers l'est et vers le nord-est. Les nouvelles attaques dans le nord qui doivent maintenir le contact avec les troupes britanniques. Une partie des troupes chargées de cette mission viennent des troupes de la 10e armée plus au sud. De l'artillerie et de l'aviation sont transférées du front de Verdun et 32e corps d'armée est inséré à la droite du 1er corps d'armée. La 6e armée doit avancer sur un front de 2 700 mètres (3 000 yards) à proximité de la ligne Moislains - Le Transloy. Le général Foch intervient le 25 septembre pour s'assurer que les 1er et 32e corps attaquent au nord de Sailly-Saillisel, avec le 5e corps d'armée en flanc-garde droite. Les résultats des attaques réalisées au cours des après-midi des 26 et 27 septembre sont faibles, peu de terrain est gagné du fait de l'intensité de la réaction de l'artillerie allemande. le général Fayolle conclut alors que les prochaines opérations nécessiteront une préparation d'artillerie conséquente.

## Bilan

### Analyse de la bataille
Les conclusions allemandes sur la bataille de la crête de Thiepval indiquent que les avancées au nord-ouest de Courcelette et à l'est de Thiepval vont entraîner à terme la défaite par la perte de la position de Thiepval. Le manque de réserves force la VIIe division à battre en retraite vers l'est. La 11e division (en) a réussi à déborder Thiepval par la droite et à s'emparer du village et de sa garnison, les Britanniques avancent d'environ 900 à 1 800 mètres (1 000 à 2 000 yards) sur 5 500 mètres (6 000 yards) du front de l'attaque. Les Britanniques continuent les jours suivants leur progression vers les redoutes Stuff et Schwaben, les Allemands sont finalement délogés de ces points fortifiés lors de la bataille des hauteurs de l'Ancre qui débute le 1er octobre. La prise de la crête de Thiepval, de Sailly-Saillisel sur le front de la 6e armée française et au mois de juillet de la crête de Bazentin permet d'obtenir des points d'observation sur les terrains situés sur le cours supérieur de la rivière Ancre supérieur et les éperons et les vallées de la rive nord. Les Britanniques font un meilleur usage de leur artillerie, l'artillerie allemande voit sa consommation de munitions passée de 1,5 million d'obus en août à 4,1 millions d'obus en septembre. La plupart des munitions est utilisée inefficacement, la majorité des tirs allemands sont faits en aveugle, les observateurs n'ont plus de positions hautes permettant de diriger le tir. La pénurie des munitions limite également la durée des barrages défensifs allemands à trois minutes, de plus du fait de l'usure des pièces jusqu'à 25 % des canons allemands tombent en panne lors de la bataille.

### Pertes humaines
La 1re division canadienne enregistre entre le 1er et le 30 septembre : 6 254 pertes. La 11e division (en) entre le 26 et le 30 septembre a 3 615 pertes dont environ 70 % sont blessés. Les pertes de la 18e division sont de 4 000 hommes. Les pertes allemandes sont inconnues, mais on considère que le mois de septembre est le mois le plus coûteux en hommes pour les Allemands avec environ 135 000 hommes. Entre le 14 et le 30 septembre environ 10 000 Allemands, 27 canons, 200 mitrailleuses et 40 mortiers de tranchée sont capturés par l'armée de réserve,. Environ 2 300 prisonniers sont faits au cours de la bataille de la crête de Thiepval.

### Opérations ultérieures
La bataille de la crête de Thiepval s'achève le 30 septembre avec la capture d'une grande partie de la redoute Schwaben, au nord de Thiepval, un des objectifs de la première journée de la bataille de la Somme théâtre de violents combats de la 36e division (Ulster). Avec la bataille des hauteurs de l'Ancre qui débute le 1er octobre, tous les objectifs finaux de la bataille de Thiepval sont atteints. Le 14 octobre le reste de la  Schwaben Redoubt est capturé, le 11 novembre le Corps canadien prend la tranchée Régina.

## Site de Commémoration

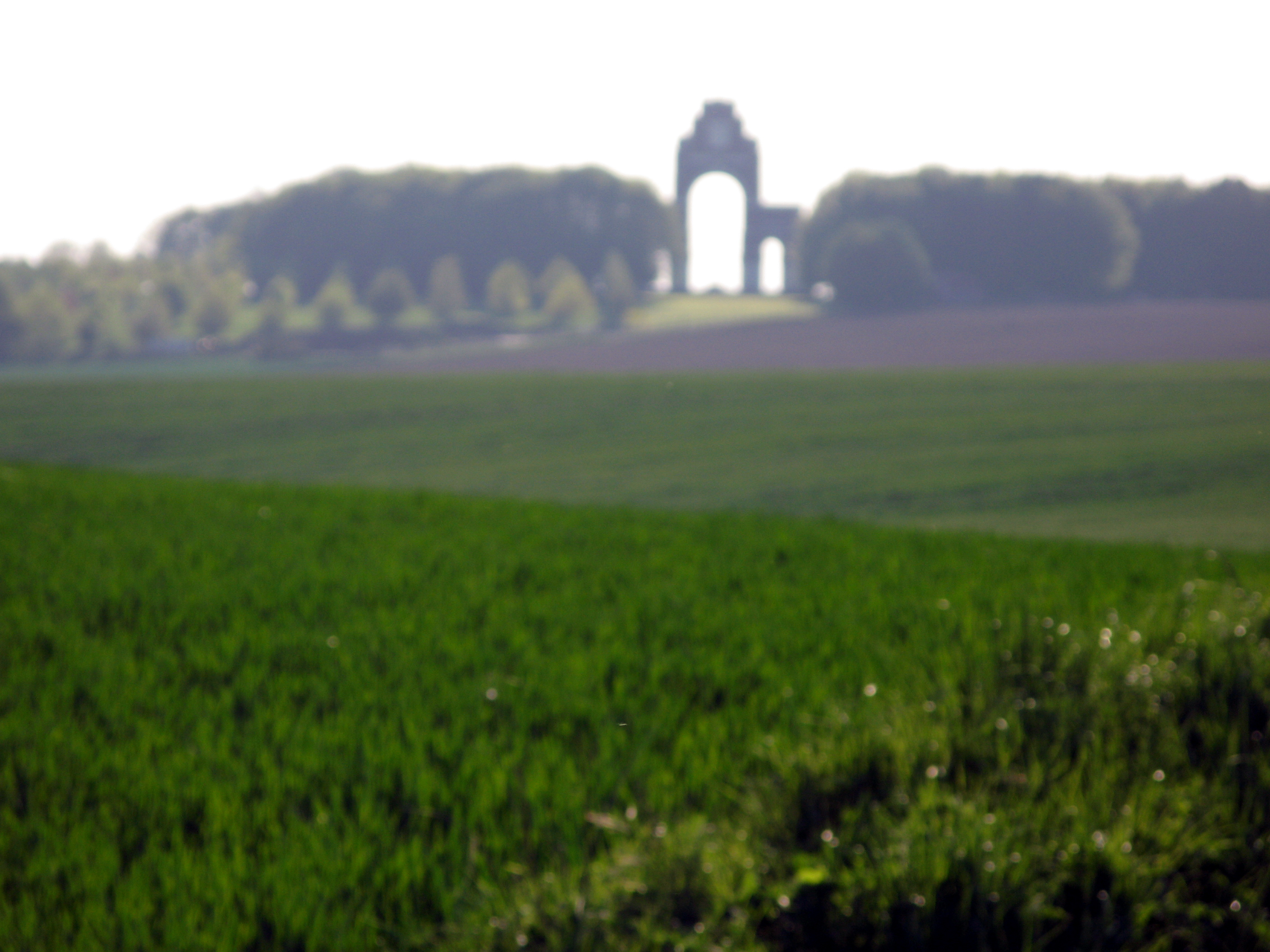
Mémorial de Thiepval

La position de Thiepval a été un objectif majeur pour les troupes britanniques au cours de la bataille de la Somme. Dès le premier jour de la bataille le site est attaqué sans résultat. Il faut attendre pratiquement trois mois pour que la crête de Thiepval soit capturée par les troupes britanniques. Du fait de la violence des combats et de sa position dominante, les hauteurs de la crête de Thiepval est choisi pour être le lieu du mémorial anglo-française aux « disparus de la Somme ». L'impressionnant et massif Mémorial de Thiepval aux disparus de la Somme est dédié aux hommes tués lors des combats de 1916 à 1918 et dont les corps n'ont jamais pu être retrouvés. Les piliers du monument portent les noms de plus de 72 000 soldats britanniques tués sur les champs de bataille de la Somme « mais à qui la fortune de la guerre a refusé une sépulture connue et honorée donnée à leurs camarades dans la mort ».

## Pour approfondir